# Ubly
Ubly es una villa ubicada en el condado de Huron en el estado estadounidense de Míchigan. En el Censo de 2010 tenía una población de 858 habitantes y una densidad poblacional de 248,15 personas por km².

## Geografía
Ubly se encuentra ubicada en las coordenadas 43°42′25″N 82°56′5″O / 43.70694, -82.93472. Según la Oficina del Censo de los Estados Unidos, Ubly tiene una superficie total de 3.46 km², de la cual 3.46 km² corresponden a tierra firme y (0%) 0 km² es agua.

## Demografía
Según el censo de 2010, había 858 personas residiendo en Ubly. La densidad de población era de 248,15 hab./km². De los 858 habitantes, Ubly estaba compuesto por el 98.14% blancos, el 0.58% eran afroamericanos, el 0.23% eran amerindios, el 0.23% eran asiáticos, el 0% eran isleños del Pacífico, el 0.12% eran de otras razas y el 0.7% pertenecían a dos o más razas. Del total de la población el 1.05% eran hispanos o latinos de cualquier raza.